# كانتون بوليفار
كانتون بوليفار (بالإنجليزية: Bolívar Canton, Carchi)‏ هو كانتون في الإكوادور، يتبع مقاطعة كارتشي، عاصمته كانتون بوليفار.

## أعلام
- لوسي خاراميو